# Rafael Barrios
Rafael Victoriano Barrios (n. Corrientes, Provincia de Corrientes, Argentina; 23 de mayo de 1993) es un futbolista argentino. Juega de defensor y su equipo actual es Barracas Central de la Primera División de Argentina.

## Trayectoria

### Independiente
Barrios debutó con la camiseta de Independiente, donde hizo inferiores, el 10 de agosto de 2014. Ingresó a los 13 minutos del segundo tiempo por Alexis Zárate, en la goleada por 3-0 sobre Atlético de Rafaela.

### Defensa y Justicia
Luego de no tener mucho rodaje en el conjunto de Avellaneda, Rafael Barrios se convirtió en refuerzo de Defensa y Justicia.
Debutó con el equipo de Florencio Varela el 7 de noviembre de 2016, siendo titular en el empate a 0 frente a Aldosivi. Durante su etapa en el Halcón se dio el lujo de disputar un partido internacional: contra El Nacional, el 31 de julio de 2018, por Copa Sudamericana. El partido terminó 1-0 a favor del equipo ecuatoriano.

### All Boys
Al no poder asentarse en el equipo de Primera División, Barrios viajó hacia Buenos Aires para transformarse en nuevo jugador de All Boys, en ese momento disputando la Primera B. Su debut ocurrió el 18 de agosto de 2018, como titular, donde All Boys y San Miguel empataron 0-0. En Floresta consiguió el ascenso a la Primera Nacional.

### San Martín de San Juan
Consumado el ascenso con All Boys, Barrios tuvo su primer experiencia en el interior del país, cuando firmó contrato con San Martín de San Juan, de la Primera Nacional. Debutó el 17 de agosto de 2019 frente a Belgrano. El lateral derecho fue titular, y el partido terminó 1-1.

### Nueva Chicago
Con el parate por la pandemia de COVID-19, Barrios cambió de equipo tras la reanudación. El equipo que lo contrató fue Nueva Chicago, también equipo de la Primera Nacional. Curiosamente, debutó frente a su ex equipo, San Martín de San Juan, el 29 de noviembre de 2020. El partido terminó en victoria sanjuanina por 1-0.

### Quilmes
Por falta de pagos en Nueva Chicago, Barrios se convirtió en refuerzo de Quilmes, rival del Torito en la Primera Nacional, en septiembre de 2021.

## Estadísticas
- Actualizado hasta el 17 de agosto de 2025.

| Independiente Argentina | 1.ª                 | 2014                | 4   | 0 | 0 | 0 | - | - | 4   | 0 | 0    |
| Independiente Argentina | 1.ª                 | 2015                | 0   | 0 | 0 | 0 | - | - | 0   | 0 | 0    |
| Independiente Argentina | 1.ª                 | 2016                | 2   | 0 | 0 | 0 | - | - | 2   | 0 | 0    |
| Independiente Argentina | Total club          | Total club          | 6   | 0 | 0 | 0 | - | - | 6   | 0 | 0    |
| Defensa y Justicia Argentina | 1.ª                 | 2016-17             | 5   | 0 | 0 | 0 | 0 | 0 | 5   | 0 | 0    |
| Defensa y Justicia Argentina | 1.ª                 | 2017-18             | 0   | 0 | 0 | 0 | 1 | 0 | 1   | 0 | 0    |
| Defensa y Justicia Argentina | Total club          | Total club          | 5   | 0 | 0 | 0 | 1 | 0 | 6   | 0 | 0    |
| All Boys Argentina | 3.ª                 | 2018-19             | 12  | 0 | - | - | - | - | 12  | 0 | 0    |
| All Boys Argentina | Total club          | Total club          | 12  | 0 | - | - | - | - | 12  | 0 | 0    |
| San Martín (SJ) Argentina | 2.ª                 | 2019-20             | 13  | 0 | 0 | 0 | - | - | 13  | 0 | 0    |
| San Martín (SJ) Argentina | Total club          | Total club          | 13  | 0 | 0 | 0 | - | - | 13  | 0 | 0    |
| Nueva Chicago Argentina | 2.ª                 | 2020                | 7   | 0 | - | - | - | - | 7   | 0 | 0    |
| Nueva Chicago Argentina | 2.ª                 | 2021                | 10  | 0 | - | - | - | - | 10  | 0 | 0    |
| Nueva Chicago Argentina | Total club          | Total club          | 17  | 0 | - | - | - | - | 17  | 0 | 0    |
| Quilmes Argentina | 2.ª                 | 2021                | 9   | 0 | - | - | - | - | 9   | 0 | 0    |
| Quilmes Argentina | 2.ª                 | 2022                | 21  | 1 | 2 | 0 | - | - | 23  | 1 | 0.04 |
| Quilmes Argentina | Total club          | Total club          | 30  | 1 | 2 | 0 | - | - | 32  | 1 | 0.03 |
| Agropecuario Argentina | 2.ª                 | 2023                | 26  | 0 | - | - | - | - | 26  | 0 | 0    |
| Agropecuario Argentina | 2.ª                 | 2024                | 17  | 0 | 0 | 0 | - | - | 17  | 0 | 0    |
| Agropecuario Argentina | Total club          | Total club          | 43  | 0 | 0 | 0 | - | - | 43  | 0 | 0    |
| Central Córdoba (SdE) Argentina | 1.ª                 | 2024                | 20  | 1 | 4 | 0 | - | - | 24  | 1 | 0.04 |
| Central Córdoba (SdE) Argentina | Total club          | Total club          | 20  | 1 | 4 | 0 | - | - | 24  | 1 | 0.04 |
| Barracas Central Argentina | 1.ª                 | 2025                | 16  | 0 | 1 | 0 | - | - | 17  | 0 | 0    |
| Barracas Central Argentina | Total club          | Total club          | 16  | 0 | 1 | 0 | - | - | 17  | 0 | 0    |
| Total en su carrera | Total en su carrera | Total en su carrera | 162 | 2 | 7 | 0 | 1 | 0 | 169 | 2 | 0.01 |
| (1) Las copas nacionales se refiere a la Copa Argentina. (2) Las copas internacionales se refiere a la Copa Libertadores y a la Copa Sudamericana. (3) Media de goles por encuentro. No incluye goles en partidos amistosos. |                     |                     |     |   |   |   |   |   |     |   |      |

## Palmarés

### Títulos nacionales
| Título         | Equipo                | Sede     | Año  |
| -------------- | --------------------- | -------- | ---- |
| Copa Argentina | Central Córdoba (SdE) | Santa Fe | 2024 |